# Union Black
Union Black (с англ. — «Чёрный союз») — четвёртый студийный альбом британской регги-рок-группы Skindred. Его релиз состоялся 25 апреля 2011 года.

## Об альбоме

### Запись и релиз
Продюсером пластиники стал Джеймс Лугрей, а работа над студийным материалом проходила в Лондоне в студии Britannia Row Studios. Во время записи музыкантами был сделан больший уклон в сторону драм-н-бейса, электронной музыки, дэнсхолла и рэпа. В интервью журналу Kerrang! Бенжи Уэббе заявил, что при работе над Union Black он хотел бы сотрудничать с вокалистом Slipknot и Stone Sour Кори Тейлором, но этого так и не случилось. Однако вместо Тейлора к Skindred присоединился Джекоби Шэддикс, участник группы Papa Roach; он выступил в качестве дополнительного вокалиста в песне «Warning», которая была выпущена синглом незадолго до выхода альбома. Композиция получила широкую ротацию на радиостанциях BBC 6 Music и BBC Guernsey. К «Warning» также был снят видеоклип, который был доступен для просмотра в YouTube с 6 апреля 2011 года.
Оформлением пластинки занимался художник Тим Фокс.
Union Black был выпущен 25 апреля 2011, после чего группа провела турне по Великобритании и совместный тур с Hollywood Undead.

### Мнения критиков
Альбом был в целом положительно воспринят музыкальными обозревателями. Редактор сайта Allmusic Джон О’Брайен оценил пластинку в 3 звезды из возможных 5. В своём обзоре О’Брайен написал, что Union Black «возвращает нас во время рассцвета ню-метала и рэп-рока»; критик также назвал альбом по-настоящему «революционной записью». Петтери Петрола, обозреватель сайта Rockfreaks.net, присудил пластинке 6.5 звёзд из 10, назвав Union Black «сумасшедшим» альбомом, однако затем Петрола добавил, что на Union Black мало хитовых композиций и много проходного материала по сравнению с предыдущими работами группы. Более положительно альбом был встречен журналом Rock Sound. Ронни Керсвелл дала пластинке 8 звёзд и охарактеризовала её как «опасную» и «пробужадющую».

## Список композиций
| №   | Название                                  | Длительность |
| --- | ----------------------------------------- | ------------ |
| 1.  | «Union Black» (Интро)                     | 1:10         |
| 2.  | «Warning» (совместно с Джекоби Шэддиксом) | 3:50         |
| 3.  | «Cut Dem»                                 | 3:51         |
| 4.  | «Doom Riff»                               | 3:48         |
| 5.  | «Living a Lie»                            | 4:26         |
| 6.  | «Guntalk»                                 | 4:01         |
| 7.  | «Own You»                                 | 3:32         |
| 8.  | «Make Your Mark»                          | 3:41         |
| 9.  | «Get It Now»                              | 4:58         |
| 10. | «Bad Man Ah Bad Man»                      | 3:30         |
| 11. | «Death to All Spies»                      | 5:05         |
| 12. | «Game Over»                               | 4:09         |

| №   | Название | Длительность |
| --- | -------- | ------------ |
| 13. | «110%»   | 4:01         |

| №   | Название                                    | Длительность |
| --- | ------------------------------------------- | ------------ |
| 13. | «110%»                                      | 4:01         |
| 14. | «Game Over» (Subsource Remix)               | 4:10         |
| 15. | «Rat Race» (Выступление на HMV Forum, 2011) | 7:48         |

| №  | Название                                           | Длительность |
| -- | -------------------------------------------------- | ------------ |
| 1. | «Warning» (видеоклип)                              |              |
| 2. | «Cut Dem» (видеоклип)                              |              |
| 3. | «Doom Riff» (видеоклип)                            |              |
| 4. | «Cut Dem» (короткий фильм о создании клипа)        |              |
| 5. | «Cut Dem» (Выступление на HMV Forum, 2011)         |              |
| 6. | «Warning» (Выступление на Download Festival, 2011) |              |
| 7. | «Nobody» (Выступление на Polish Woodstock, 2011)   |              |
| 8. | «Rat Race» (Выступление на HMV Forum, 2011)        |              |

## Участники записи
| Skindred - Бенжи Уэббе — вокал, клавишные - Дэн Пагсли — бас-гитара - Майки Демус — гитара, бэк-вокал - Арья Гоггин — ударные | Дополнительный персонал - Джекоби Шэддикс — дополнительный вокал («Warning») - Джеймс Лугрей — продюсирование, микширование, программирование - Джон Кокс — ассистент инженера - Тим Фокс — дизайн |

## Позиции в чартах
| Чарт (2011)     | Высшая позиция |
| --------------- | -------------- |
| UK Albums Chart | 54             |

## История релиза
| Дата           | Территория                       | Лейбл    | Формат(ы)                |
| -------------- | -------------------------------- | -------- | ------------------------ |
| 25 апреля 2011 | Великобритания                   | Sony BMG | CD, цифровая дистрибуция |
| 1 июля 2011    | Европа                           | Sony BMG | CD, цифровая дистрибуция |
| 9 апреля 2012  | Япония · Великобритания · Европа | Sony BMG | CD/DVD (делюкс-издание)  |